# Страховая компания

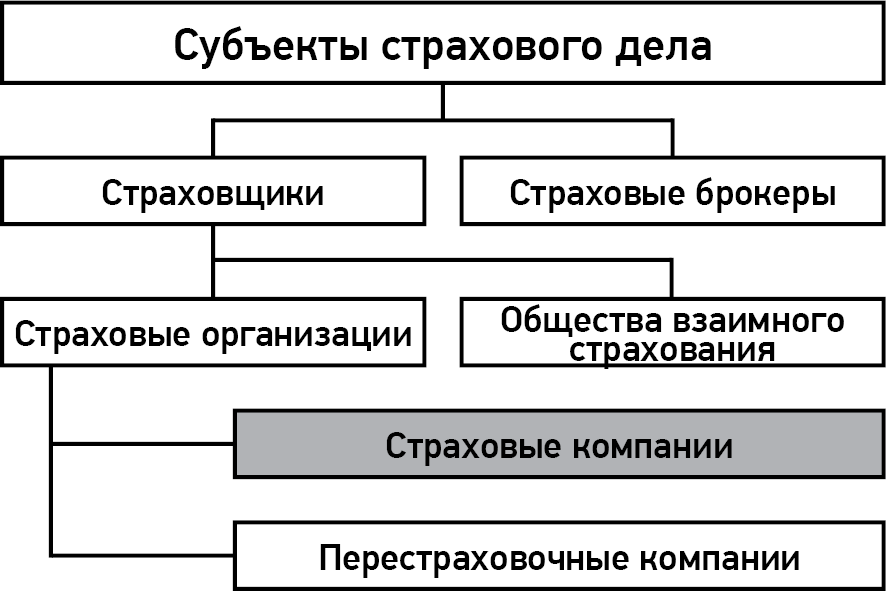
Иерархическая диаграмма субъектов страхового рынка. Страховая компания

Страховая компания — исторически определённая общественная форма функционирования страхового фонда, представляет собой обособленную структуру, осуществляющую заключение договоров страхования и их обслуживание.
Сфера деятельности страховых компаний — коммерческое страхование, для проведения страхования страховой компании необходима лицензия от органа государственного страхового надзора.

## Крупнейшие в мире страховые компании
По данным Insurance Information Institute, крупнейшими в мире по сборам страховых премий в 2013 году были следующие страховые компании:
| №  | Страховая компания       | Поступления за 2013 год, млрд $ | Страна   | Специализация — виды страхования |
| -- | ------------------------ | ------------------------------- | -------- | -------------------------------- |
| 1  | Berkshire Hathaway       | 210,82                          | США      | Имущество / ответственность      |
| 2  | AXA *                    | 129,25                          | Франция  | Жизнь / здоровье                 |
| 3  | Allianz *                | 122,95                          | Германия | Имущество / ответственность      |
| 4  | Japan Post Holdings      | 118,76                          | Япония   | Жизнь / здоровье                 |
| 5  | Ping An Insurance        | 110,31                          | Китай    | Жизнь / здоровье                 |
| 6  | Assicurazioni Generali * | 102,57                          | Италия   | Жизнь / здоровье                 |
| 7  | China Life               | 101,27                          | Китай    | Жизнь / здоровье                 |
| 8  | State Farm Insurance Cos | 75,70                           | США      | Имущество / ответственность      |
| 9  | MetLife *                | 69,95                           | США      | Жизнь / здоровье                 |
| 10 | Munich Re Group          | 69,43                           | Германия | Имущество / ответственность      |

- Отнесены Советом по финансовой стабильности к категории системообразующих или системно значимых страховых компаний.

## Россия

### Законодательство
В России нормативно закреплены понятия субъект страхового дела, страховая организация и страховщик.
Субъекты страхового дела — страховые брокеры, общества взаимного страхования и страховщики.
Страховые организации — страховые компании по страхованию жизни, страховые компании по страхованию иному, чем страхование жизни и перестраховочные компании.
В некоторых нормативных актах РФ понятия «страховая компания» и «страховая организация» отождествляется, при этом одновременно вводится понятие «перестраховочная организация».

1. Лицензия на осуществление страхования, перестрахования, взаимного страхования, посреднической деятельности в качестве страхового брокера (далее — лицензия) — специальное разрешение на право осуществления страховой деятельности, предоставленное органом страхового надзора субъекту страхового дела.
2. Лицензия выдается:

1) страховой организации на осуществление:
добровольного страхования жизни;
добровольного личного страхования, за исключением добровольного страхования жизни;
добровольного имущественного страхования;
вида страхования, осуществление которого предусмотрено федеральным законом о конкретном виде обязательного страхования;
перестрахования в случае принятия по договору перестрахования обязательств по страховой выплате;
2) перестраховочной организации на осуществление перестрахования;
3) обществу взаимного страхования на осуществление взаимного страхования в форме добровольного страхования, а в случаях, если в соответствии с федеральным законом о конкретном виде обязательного страхования общество имеет право осуществлять обязательное страхование, в форме обязательного страхования;
4) страховому брокеру на осуществление посреднической деятельности в качестве страхового жокера.
— Закон РФ от 27 ноября 1992 г. N 4015-I «Об организации страхового дела в Российской Федерации» (с изменениями и дополнениями) > Глава IV. Надзор за деятельностью субъектов страхового дела Статья 32. Лицензирование деятельности субъектов страхового дела
Страховые компании в России классифицируются по разным признакам:
- по степени значимости для экономики и некоторым особенностям организации страхового надзора (системообразующие[4] и прочие);
- по наличию развитой филиальной сети (федеральные страховые компании) или её отсутствие и работа на региональном рынке (региональные);
- по специализации на каком-то отдельном виде страхования (специализированные) или наличие диверсифицированного портфеля (универсальные);
- организационно-правовая форма (ООО, ЗАО, ОАО);
- по происхождению основных владельцев компании — отечественные или иностранные;
- по предложению услуг широкому кругу клиентов (рыночные) или узкой группе страхователей, входящих в одну промышленно-финансовую группу (кэптивные)[5].

По данным ЦБ РФ в едином государственном реестре субъектов страхового дела по состоянию на июнь 2019 года были зарегистрированы 185 страховых организаций (182 страховых и 3 перестраховочных компаний) и 12 обществ взаимного страхования. На протяжении 2004—2019 годов число страховых и перестраховочных компаний в Российской Федерации неуклонно снижается (с ~1400 до ~200 и с ~30 до 12 соответственно).

### Крупнейшие страховые компании России
По данным ЦБ РФ, крупнейшими страховыми компаниями России по объёму поступлений (кроме ОМС) за 2018 год являются:
| №  | Страховая компания         | Город  | Поступления за 2018 год, тыс. руб. | Доля рынка, % |
| -- | -------------------------- | ------ | ---------------------------------- | ------------- |
| 1  | Сбербанк страхование жизни | Москва | 181 515 898                        | 12,27 %       |
| 2  | СОГАЗ                      | Москва | 160 525 432                        | 10,85 %       |
| 3  | ВТБ Страхование            | Москва | 125 108 868                        | 8,46 %        |
| 4  | АльфаСтрахование           | Москва | 101 480 234                        | 6,86 %        |
| 5  | РЕСО-Гарантия              | Москва | 91 793 795                         | 6,18 %        |
| 6  | Ингосстрах                 | Москва | 86 471 968                         | 5,84 %        |
| 7  | ВСК                        | Москва | 69 804 988                         | 4,72 %        |
| 8  | Росгосстрах                | Москва | 60 806 771                         | 4,11 %        |
| 9  | АльфаСтрахование-Жизнь     | Москва | 56 135 504                         | 3,79 %        |
| 10 | Ренессанс Жизнь            | Москва | 33 998 495                         | 2,30 %        |

## Украина

### Крупнейшие страховые компании Украины
По данным портала Insurance Top, крупнейшими страховыми компаниями Украины по объёму поступлений за 2012 год являлись:
| №  | Страховая компания          | Поступления за 2012 год, тыс. грн. |
| -- | --------------------------- | ---------------------------------- |
| 1  | АХА Страхование             | 786 919,0                          |
| 2  | АСКА                        | 678 424,0                          |
| 3  | Уника                       | 665 767,8                          |
| 4  | Провидна                    | 633 888,6                          |
| 5  | Креминь                     | 607 783,0                          |
| 6  | Оранта                      | 566 050,7                          |
| 7  | Инго Украина                | 543 951,1                          |
| 8  | Арсенал Страхование         | 503 140,6                          |
| 9  | Альфа Страхование           | 462 522,6                          |
| 10 | Украинская Страховая Группа | 450 098,2                          |